# Eisenerzer Bahn
Die Eisenerzer Bahn entstand um 1810 in der steiermärkischen Bergbaustadt Eisenerz. Ihre Funktion lag darin, das Gestein vom Erzberg bis in den Ort zu befördern. Aufgrund dessen besaß sie nur eine Länge von etwa 5,6 Kilometern. Betrieben wurde sie entweder durch Pferde- oder Menschenkraft. Die Spurweite betrug 820 mm.
Die These, es habe sich im Falle dieser Linie um die „Erste Eisenbahn Österreichs und des europäischen Kontinents“ gehandelt, ist umstritten. Im Prinzip fand zwar das System der Schienenwägen Anwendung, doch war diese Bahn nur Betriebs- bzw. Bergwerksbahn und damit im allgemeinen Verkehrsgeschehen nur von völlig untergeordneter Bedeutung.
Das Eisenbahnsystem in und um den Erzberg wurde in der Folge noch weiter ausgebaut, insbesondere kann die Bahn aus 1810 als Vorläufer der Erzbergbahn betrachtet werden.

## Weblink
- Geschichte des Erzabbaus am Steirischen Erzberg